# Nombre de Nesut-Bity
Nombre de Nesut-Bity o Nombre de Trono, significa literalmente El de la Abeja y el Junco y su traducción fidedigna es El Señor de las Dos Tierras ya que los jeroglíficos hacen referencia a la abeja, como símbolo del Bajo Egipto, y al junco como representación del Alto Egipto. Normalmente se traduce como rey del Alto y Bajo Egipto

## Historia

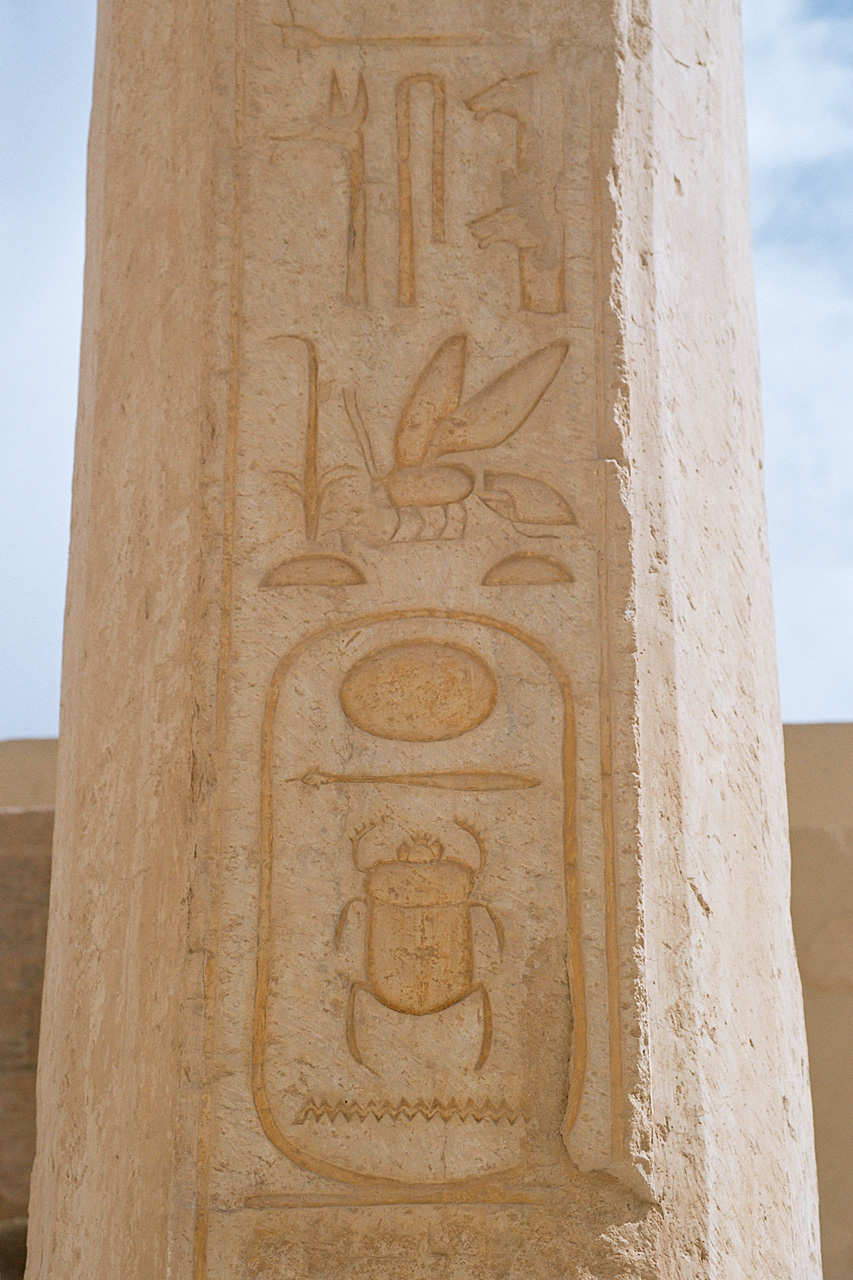
Nombre de Nesut-Bity de Thutmose II, en Deir el-Bahari.

Surge al final de la primera dinastía, con el faraón Anedjib. También se utilizó durante la segunda dinastía con Sened, Neferkaseker y Peribsen, y la tercera dinastía con Nebka y Huny, aunque su uso solo se hizo habitual después de la dinastía cuarta. Seneferu, el primer rey de la dinastía IV, preconiza el uso del cartucho rodeando el nombre real; desde entonces el nombre de Nesut-Bity, dentro del cartucho, sustituyó al nombre de Horus como título principal del faraón.
En el Imperio Medio de Egipto, dinastías XI y XII, los faraones recibían cinco títulos cuando accedían al trono, añadiendo al nombre de nacimiento otros cuatro más. Eran los siguientes: Nombre de Horus, Nombre de Nebty, Nombre de Horus de Oro, Nombre de Trono y Nombre de Nacimiento.
Fue la manera más frecuente de representar un nombre real, incluyéndolo dentro de un cartucho, símbolo formado por una cuerda ovalada con los extremos anudados. El Nombre de Nesut-Bity es el utilizado con mayor frecuencia en las Listas Reales.

El título de Nesut-Bity está totalmente desvinculado de cualquier creencia religiosa: tiene un carácter geográfico, asociando al rey a dos especies naturales características de los ambientes del Alto y Bajo Egipto que conforman los dominios del rey como unión de los contrarios.
F. Raffaele